# エル・エスパント・ジュニア
エル・エスパント・ジュニア（El Espanto Jr.、本名：Jesus Andrade Salas、1956年5月11日 - ）は、メキシコのプロレスラー。ゴメスパラシオ出身。
父はエル・モロ、実子はCMLL所属のエスパント・ジュニア、兄はブリランテ、エル・モロ3号、弟にザフィロ、ケビン、ザフィロ2号、甥にラ・ソンブラ（ブリランテの子）がいる。

## 来歴

### インディー時代
1971年にインディマットでデビュー。当時のリングネームは父の名のエル・モロなどを名乗った。

### エル・エスパント・ジュニア
1960年に活躍したロス・エルマノス・エスパント（通称：ロス・エスパントス、メンバーはエスパント1号、2号、3号）のエスパント1号が1969年に何者かに暗殺されその復讐で長男がエル・エスパント・ジュニアの名でレスラーになったという設定のギミックで登場。UWAを拠点とした。
この頃からエル・イホ・デル・サントと抗争を繰り広げ、1986年8月31日にはコントラ・マッチで敗れて素顔になっている。
1992年にはエル・イホ・デル・サントがAAA入りしたために追う形で自身も登場。またWWA（ワールド・レスリング・アソシエーション）でも抗争を繰り広げた。

### エル・サント・ネグラ
1995年にAAAにエル・サント・ネグラの名のギミックで登場。エル・イホ・デル・サントがマスクデザインを白を基調にしているのに対してこちらは黒を基調とした。

### ペンタゴン
1995年5月にオクタゴンのギミックペンタゴンとして登場。
1996年1月に引退。

## 得意技
アサイ・ムーンサルト
プランチャ

## 獲得タイトル
UWA
UWA世界ライト級王座 :1回
UWA世界ウェルター級王座 :1回
その他
WWA世界ライト級王座 :1回
WWA世界ウェルター級王座 :1回